# Mount Wuteve
Mount Wuteve – szczyt na Wyżynie Gwinejskiej. Leży w północnej Liberii, blisko granicy z Gwineą. Jest to najwyższy szczyt Liberii. Starsze pomiary wysokości szczytu wskazywały 1380 m.